# Cryptogramma crispa
Cryptogramma crispa là một loài thực vật có mạch trong họ Adiantaceae. Loài này được (L.) R. Br. ex Hook. miêu tả khoa học đầu tiên năm 1842.

## Hình ảnh

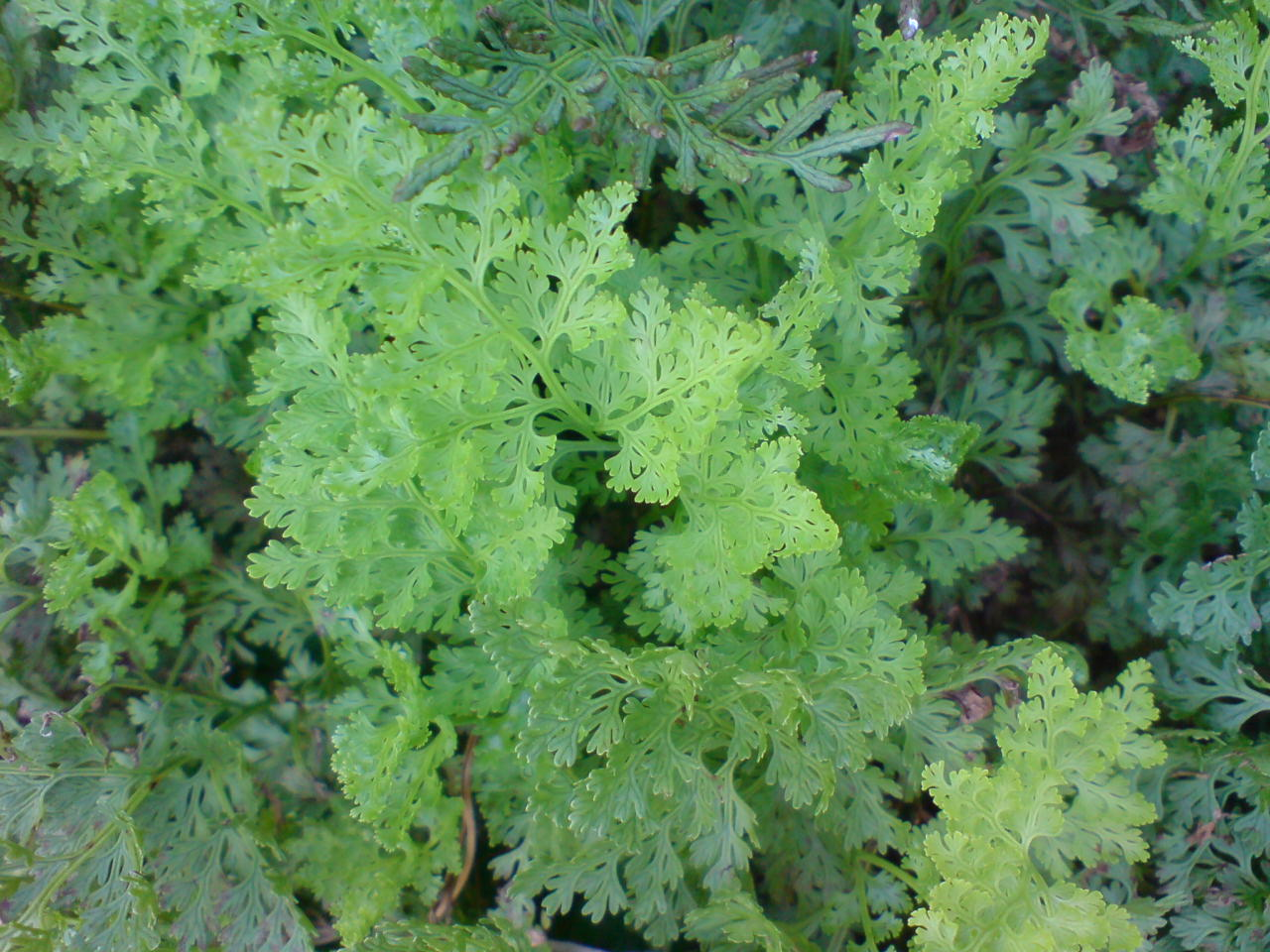
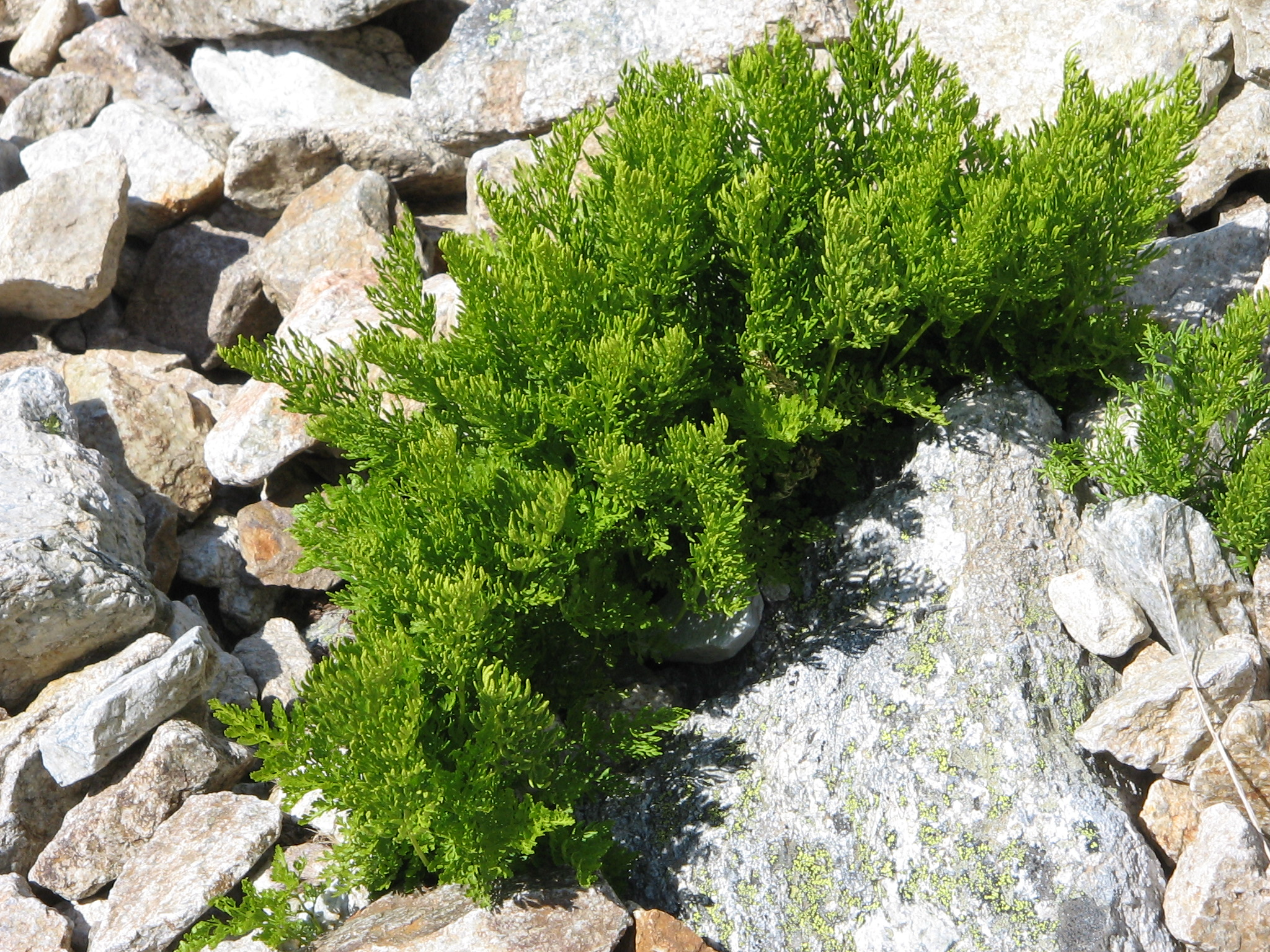
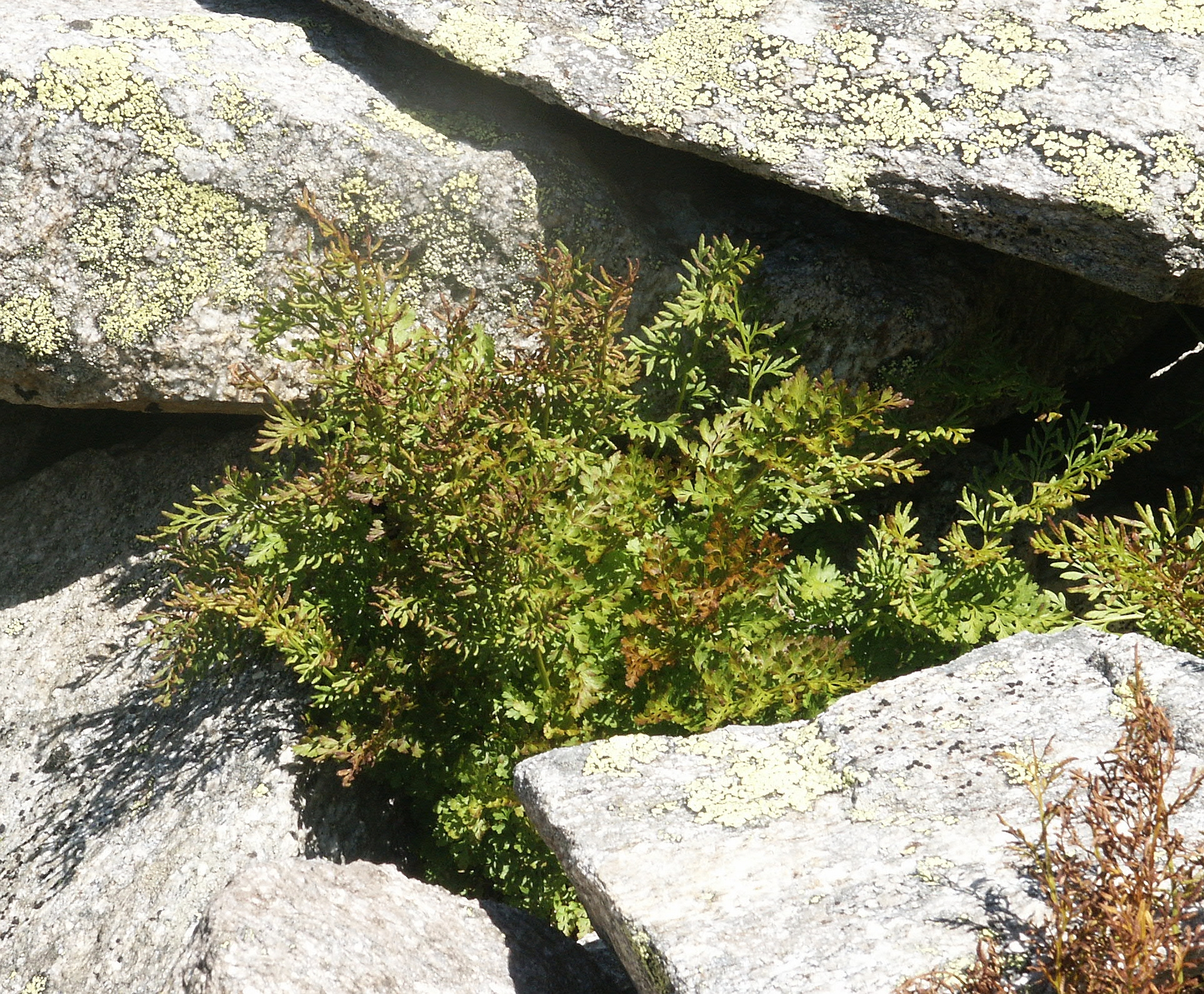
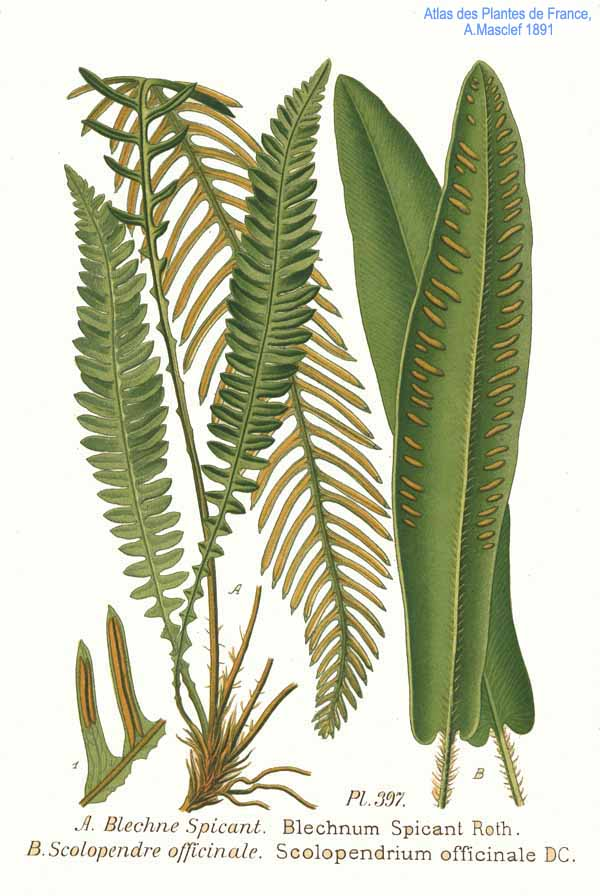